# Benjamin Neeve Peach
Benjamin Neeve Peach ou Ben Peach como é mais conhecido (Gorran Haven, Cornualha, 6 de setembro de 1842 — 29 de janeiro de 1926) foi um geólogo britânico. Filho do naturalista e geólogo Charles William Peach (1800-1886).   
Foi eleito membro da Fellow of the Royal Society em 1892 e laureado com a medalha Wollaston de 1921 pela Sociedade Geológica de Londres.

Em 1905, Ben Peach descreveu cientificamente pela primeira vez o fóssil do único espécime conhecido de Vernonopterus, encontrado por Robert Dunlop em 1884 em Lanarkshire, Escócia. Peach o atribuiu a uma nova espécie do gênero Glyptoscorpius (um nome hoje reconhecido como sinônimo de Adelophthalmus) como Glyptoscorpius minutisculptus. G. minutisculptus eventualmente foi classificado como Vernonopterus minutisculptus.